# 松尾佳子
松尾 佳子（まつお よしこ、1944年3月5日 - ）は、日本の女性声優、ナレーター。東京都中央区日本橋、新宿区出身。シグマ・セブン所属。

## 略歴
小学3年生の時、東京都新宿区に転居。
担任の教師に「朗読なんかに役に立つから」と勧められて8歳の時に劇団こまどりに入団。中央区立十思小学校（現：中央区立日本橋小学校）、新宿区立落合第二小学校、新宿区立落合中学校を経て、大妻高等学校卒業。以前はテアトル・エコー、東京俳優生活協同組合に所属していた。

## 人物
声種はメゾソプラノ。アニメの吹き替えを中心に活躍しており、ナレーションも務めている。
テレビ黎明期から活動しており、1960年代半ばから1980年代初めまで、多くの作品で少年役、少女役、ヒロイン役を務めた。年齢を重ねてからはヒロイン役に関しては若手に譲るようになったが、少年役などは引き続き受け続け、加えて実年齢相応の大人の女性の役を務めるようになった。
『スーパーロボット大戦IMPACT』、『スーパーロボット大戦Z』では、『無敵超人ザンボット3』が出演した際に神勝平役の大山のぶ代と神江宇宙太役の森功至が出演できず、代役を使っていたのに対して、ひとりだけオリジナルキャストとしての出演となった。
池田昌子などと同様、「ファンの持つキャラクターのイメージを壊したくない」ということで松尾はテレビへの顔出し出演をしたことがまったくない。この姿勢は池田以上に顕著であり、『大胆MAP』では『母をたずねて三千里』のマルコ役として紹介されたときに顔出しを拒むような発言があった。アフレコをしている様子を遠目で録るという条件で出演するということで決まったが、その時は後ろ向きでちらっと顔を見せるということも拒んでいる。また、本番組内ではアメディオ（実際にはアメデオ）の声は発泡スチロールでこすり合わせた音であることを明かした。
既婚者で息子がいる。
1985年時点では岡本麻弥が近所に住んでいた。

## 出演

### テレビドラマ
・特別機動捜査隊　第137話「ハンドル」-千代（1964年6月10日放送-NET）
太字はメインキャラクター。

### テレビアニメ
出演時期不明
- サザエさん

1963年
- 狼少年ケン
- 鉄腕アトム（第1作）

1965年
- 宇宙少年ソラン（古月ミカ）
- ジャングル大帝（第1作）（ライヤ）

1967年
- おらぁグズラだど（スズ子）
- マッハGoGoGo（第1作）（志村ミチ〈初代〉）
- 魔法使いサリー（1967年 - 1968年、みつ子、ひとみ）
- レインボー戦隊ロビン（マルグリッド）

1968年
- アニマル1（花村ハルミ）

1969年
- 海底少年マリン（ネプティーナ）
- 巨人の星（1969年 - 1971年）
- ムーミン（1969年 - 1972年、ニンニ、エリサ） - 2シリーズ

1970年
- 昆虫物語 みなしごハッチ（フラワー）
- のらくろ（ミコちゃん）

1971年
- アンデルセン物語（エリサ）
- ふしぎなメルモ（ヒトミ）

1972年
- アストロガンガー（ユリ）
- 樫の木モック（ルチア）

1973年
- 荒野の少年イサム
- ジャングル黒べえ
- ど根性ガエル（1973年 - 1974年）

1974年
- ジムボタン（ポッコ）
- てんとう虫の歌（一週水男〈2代目〉）
- 星の子チョビン（チロチョン）

1975年
- アンデス少年ペペロの冒険（ケーナ）
- フランダースの犬（アロア〈代役〉）

1976年
- 母をたずねて三千里（マルコ・ロッシ）
- 超電磁ロボ コン・バトラーV（葵豹馬〈幼少期〉）

1977年
- あらいぐまラスカル（セオドラ）
- シートン動物記 くまの子ジャッキー（ラン）
- ジェッターマルス（美理）
- ポールのミラクル大作戦（メラーリ、クリーム）
- 無敵超人ザンボット3（1977年 - 1978年、神北恵子）
- ヤッターマン（ペロ）

1978年
- 銀河鉄道999（フライヤ、若い女、アルテミス、エルザ）
- 女王陛下のプティアンジェ（ハロルド王子）
- 星の王子さま プチ・プランス（1978年 - 1979年、星のバラ）
- 無敵鋼人ダイターン3（タリー）
- 野球狂の詩（武藤信子）

1979年
- 赤毛のアン（ミス・ハリス）
- くじらのホセフィーナ（シュラ）
- 新・巨人の星II（日高美奈）
- ゼンダマン（ハンス）

1980年
- 科学忍者隊ガッチャマンF（リタ）
- トム・ソーヤーの冒険（ベニー）
- ベルサイユのばら
- 無敵ロボ トライダーG7（竜介）

1981年
- 愛の学校クオレ物語（マルコ）
- 家族ロビンソン漂流記 ふしぎな島のフローネ（フローネ・ロビンソン）
- 戦国魔神ゴーショーグン（イザベル・クロンカイト）

1982年
- おちゃめ神物語コロコロポロン（ダフネ）
- 釣りキチ三平（梢）
- 野生のさけび

1983年
- ふしぎの国のアリス（おかあさん）

1984年
- ドラえもん（テレビ朝日版第1期）（ホイ）
- ふしぎなコアラブリンキー（ガブリエラ夫人、カンガルー母）
- 牧場の少女カトリ（ミーナ）
- 名探偵ホームズ（ウイリー）

1987年
- エスパー魔美（1987年 - 1989年、竹長の母、園長、今井の母、明彦、かおりの母）
- シティーハンター（串田）

1988年
- それいけ!アンパンマン（エスくん）

1989年
- おぼっちゃまくん（おばさん）

1991年
- 美味しんぼ（栗田文枝〈2代目〉、小泉夫人）

1993年
- クレヨンしんちゃん（山田ジョン）

1994年
- あそぼう!! ハローキティ（けろっぴ）

1999年
- キョロちゃん（ハゲ田チビ丸）

2000年
- 名探偵コナン（亀井八重子 / 鶴田民子）

2005年
- ARIA（2005年 - 2008年、グランマ〈秋乃〉） - 3シリーズ

2006年
- この青空に約束を― 〜ようこそつぐみ寮へ〜（星野奈津江）

2007年
- DARKER THAN BLACK -黒の契約者-（星見様）
- Myself ; Yourself（梶井）

2008年
- 真・恋姫†無双（オババ様）
- ポルフィの長い旅（デイジー）

2011年
- 青の祓魔師（2011年 - 2025年、しえみの祖母） - 2シリーズ
- たまゆら（2011年 - 2013年、楓の祖母） - 2シリーズ

2012年
- スマイルプリキュア!（星空タエ）

### 劇場アニメ
- ジャングル大帝（1966年）
- 家なき子（1980年、アーサー[25]）
- 戦国魔神ゴーショーグン（1982年、イザベル）
- けろけろけろっぴの三銃士（1991年、ダルタニアン〈けろっぴ〉）
- とべ!くじらのピーク（1991年）
- ドラえもん のび太と雲の王国（1992年、ホイ）
- 劇場版xxxHOLiC 真夏ノ夜ノ夢（2005年）
- ARIA The AVVENIRE（2015年、グランマ）
- クレヨンしんちゃん 襲来!!宇宙人シリリ（2017年、山田ジョン）
- ARIA The CREPUSCOLO（2021年、グランマ）
- しん次元! クレヨンしんちゃん THE MOVIE 超能力大決戦 〜とべとべ手巻き寿司〜（2023年、ジョン）

### OVA
- けろけろけろっぴ（1990年、けろっぴ）
- 銀河英雄伝説（1991年 - 1996年、オルタンス）
- 銀河英雄伝説外伝 螺旋迷宮（2000年、オルタンス）
- ARIA The OVA 〜ARIETTA〜（2007年、天地秋乃〈グランマ〉）
- たまゆら（2010年、楓の祖母）
- たまゆら〜卒業写真〜（2015年、楓の祖母[26]）

### ゲーム
- 秘宝伝説 クリスの冒険（1991年、フィリア、カチュア）
- メガトンアームズ 鋼鉄の武闘界 （1994年、鎧守）
- スーパーロボット大戦シリーズ（神北恵子）
  - スーパーロボット大戦IMPACT（2002年）
  - スーパーロボット大戦A PORTABLE（2008年）
  - スーパーロボット大戦Z（2008年）
  - 第2次スーパーロボット大戦Z 破界篇 / 再世篇（2011年 - 2012年） - 2作品
  - 第3次スーパーロボット大戦Z 天獄篇（2015年）
  - スーパーロボット大戦V（2017年）
- ARIA The NATURAL 〜遠い記憶のミラージュ〜（2006年、グランマ）
- クレヨンしんちゃん 伝説を呼ぶ オマケの都ショックガーン!（2006年）
- クレヨンしんちゃん ショックガ〜ン!伝説を呼ぶオマケ大ケツ戦!!（2010年、やまだジョン）

### ドラマCD
- あやつりピエロの物語（エレーナ、老婦人）

### 吹き替え

#### 映画
- アルゴ探検隊の大冒険（メディア〈ナンシー・コヴァック〉）※東京12チャンネル版
- 怒りの葡萄
- 階段の上の暗闇（リーニー〈シャーリー・ナイト〉）
- 金星から来たミーバ（グレタ）
- 汚れなき瞳（ナン〈ダイアン・ホルゲート〉）
- 聖処女（ベルナデッタ・スビルー〈ジェニファー・ジョーンズ〉）
- 007/カジノ・ロワイヤル（マタ・ボンド〈ジョアンナ・ペティット〉）※日本テレビ版
- 小さな空の英雄（ジェーン）
- 初恋（ノラ〈オードリー・ヘプバーン〉）
- ひまわり
- ブルックリン横丁（フランシー・ノーラン〈ペギー・アン・ガーナー〉）※NHK版
- ベニスに死す（アッシェンバッハ夫人〈マリサ・ベレンソン〉）
- 牝牛と兵隊（ヘルガ〈インゲ・シェーナー〉）

#### ドラマ
- ER緊急救命室 シーズン3（リサ・セイラー）
- パティ・デューク・ショー（キャシー）

### ボイスオーバー
- 美の巨人たち

### 特撮
- ペットントン（リリーの声）
- マグマ大使（スチュワーデス、チクルの声）

### 人形劇
- こどもにんぎょう劇場
  - 「パンをふんだむすめ」（インゲル）
  - 「コルニーユ親方のひみつ」

### ナレーション
- 伊能ウォーク
- スーパーJチャンネル
- 世界銘酒紀行
- テレビ人間発見
- ぴーぷる
- 人間発見
- ペット百科「猫たちの詩」
- 理科教室小学校6年生
- NST開局45周年記念特別番組 「遥かなる古代の空へ」〜眠りから覚めた城の山古墳〜（出演・苅谷俊介、NST・新潟総合テレビ、2013年）

### 朗読・オーディオブック
- 銀河英雄伝説 外伝 ユリアンのイゼルローン日記（オルタンス・キャゼルヌ）

### その他コンテンツ
- クローバー ザンボット3 コンビネーションJr.（1977年）
- サンリオキャラクターズ（1990年代、けろけろけろっぴ〈初代〉）
- 東京国立博物館 特別展「対決 巨匠たちの日本美術」（2008年） - 音声ガイド（ナビゲーター）
- 東京国立博物館 特別展「古代ギリシャ -時空を超えた旅-」（2016年） - 音声ガイド（声の出演）[27]